# Tabanus atratus
Tabanus atratus är en tvåvingeart som beskrevs av Fabricius 1775. Tabanus atratus ingår i släktet Tabanus och familjen bromsar. Inga underarter finns listade i Catalogue of Life.